# Робърт Лефковиц
Робърт Джоузеф Лефковиц (на английски: Robert Joseph Lefkowitz) е американски интернист, кардиолог и биохимик, лауреат на Нобелова награда за химия от 2012 г. заедно с Брайън Кобилка за откритията, които разкриват начина на действие на G протеин-свързаните рецептори. Преподава биохимия и химия в университета „Дюк“.

## Ранен живот и образование
Лефковиц е роден на 15 април 1943 г. в Бронкс, Ню Йорк, в семейството на евреите Макс и Роуз Лефковиц. Родителите му са емигрирали в САЩ от Полша в края на 19 век.
След като завършва гимназия в Бронкс през 1959 г., той е приет в Колумбия колидж към Колумбийския университет, откъде получава бакалавърска степен по химия през 1962 г. През 1966 г. завършва магистърското си обучение от Колежа за лекари и хирурзи към Колумбийския университет. След като служи една година като стажант по обща медицина, той работи като клиничен и научен сътрудник към Националните институти по здравеопазване от 1968 до 1970 г.

## Научна дейност
След като завършва обучителната си програма по медицина през 1973 г., Лефковиц е назначен за доцент по медицина и биохимия в университета „Дюк“. През 1977 г. е повишен на професор. От 1976 г. е изследовател в Медицинския институт „Хауърд Хюс“, като в периода 1973 – 1976 г. е изследовател за Американската сърдечна асоциация.
Лефковиц се занимава с рецепторна биология и сигнална трансдукция, като най-известните му трудове засягат подробните характеристики на веригата, структурата и функцията на бета-2 адренорецепторите и сходни рецептори. Той открива и характеризира две семейства протеини, които регулират въпросните рецептори – G протеин-свързаните рецептори и бета-арестините.
В средата на 1980-те години Лефковиц и колегите му клонират първо гена на бета-2 адренорецептора, а скоро след това на още 8 адренорецептора. Това води до откритието, че всички G протеин-свързани рецептори имат много сходна молекулярна структура. Структурата се определя от аминокиселинна верига, която се извива напред-назад през плазмената мембрана седем пъти. В днешно време са известни около 1000 рецептора, които принадлежат на това семейство. Това позволява на фармацевтите да разберат как по-ефективно да се прицелват в големите рецепторни семейства в човешкото тяло. Впоследствие Лефковиц става един от най-цитираните изследователи в областта на биологията, биохимията, фармакологията, токсикологията и клиничната медицина.
Като признание за приноса си, през 2012 г. е награден с Нобелова награда за химия.